# 1912年共和党全国大会

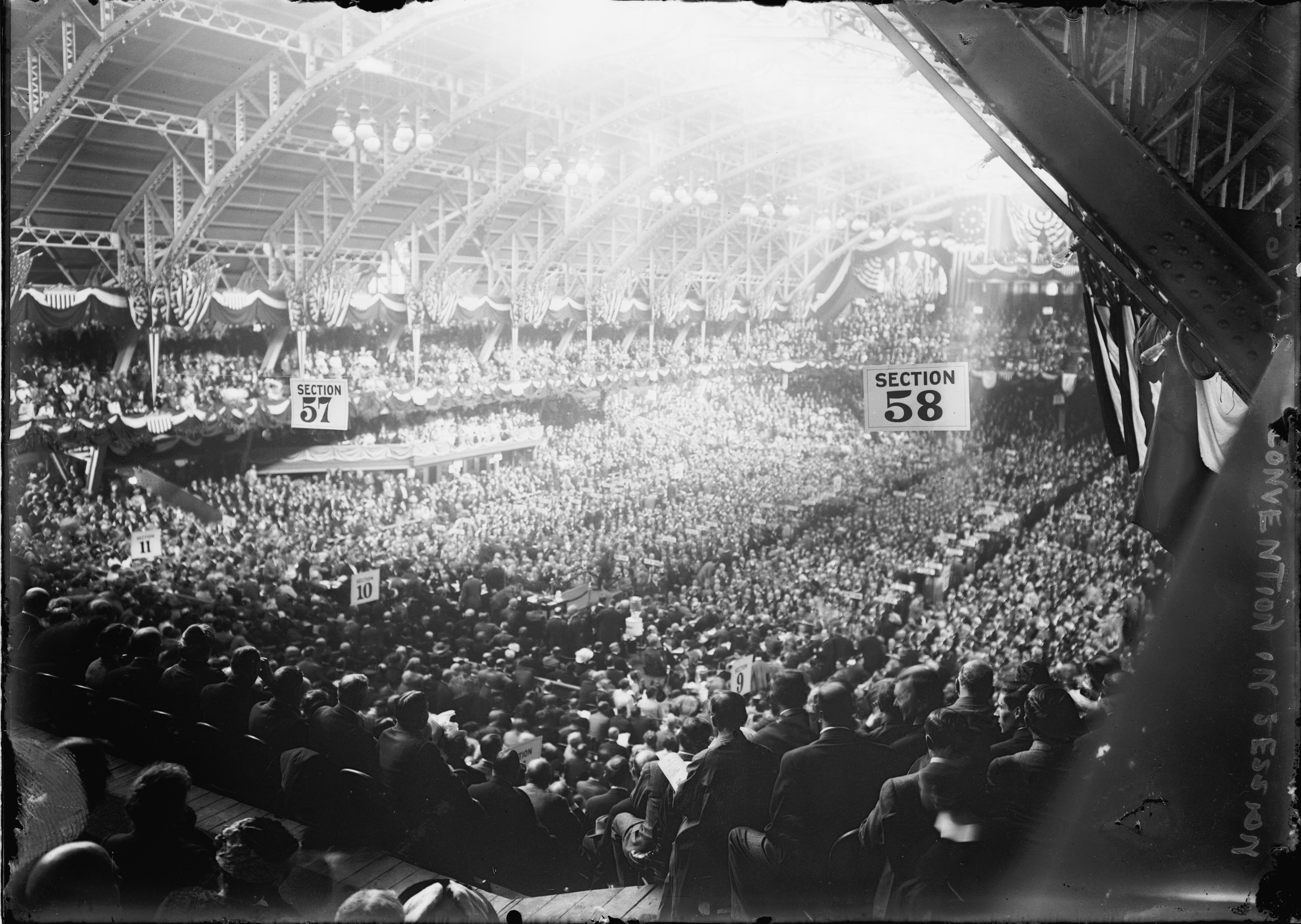
1912年共和党全国大会

アメリカ合衆国の1912年共和党全国大会 (1912 Republican National Convention) は、1912年6月18日から同月22日まで、シカゴ・コロシアム（イリノイ州シカゴ）で開催された。共和党は、大統領候補としてウィリアム・ハワード・タフト（オハイオ州）を、副大統領候補としてジェームズ・S・シャーマン（ニューヨーク州）を、それぞれ前回に引き続き指名した。
シャーマンは選挙の数日前に死去し、ニコラス・M・バトラー（ニューヨーク州）が共和党の副大統領候補を継いだ。

## 権力闘争
この全国大会は、現職のタフトと元大統領セオドア・ローズヴェルトとの権力闘争から生じた、共和党の分裂開始の象徴となった。これは、共和党予備選挙のための最初の年であった。ローズヴェルトは予備選挙で大勝した — 12州中9州で勝利（うち8州で圧勝）した。タフトは、（僅差の勝利によって）マサチューセッツ州を手中に収めたに過ぎなかった。彼は、故郷のオハイオ州ですらローズヴェルトに敗北したのである。改革を主張する上院議員ロバート・M・ラ・フォレットは、2州を獲得した。予備選挙を通じて、ラ・フォレット上院議員は合計36人の代表を、タフト大統領は48人の代表を、そしてローズヴェルトは278人の代表を獲得した。しかし、36の州が予備選挙を開催しなかった。これらの州の代表は、政党政治の支配を受ける州大会によって有権者に選挙されなかった。これら多数の州代表の争奪戦が行われた。
タフトは、争われた代表に関する決定権を有する共和党全国委員会を支配していた。委員会は、争われた代表のうち235人をタフトに、19人をローズヴェルトに配分した。その結果、ローズヴェルトは彼の要請により投票を辞退した。

## 結果

### 大統領候補
1. ウィリアム・タフト — 561票
2. セオドア・ローズヴェルト — 107票
3. ロバート・M・ラ・フォレット — 36票（推計）
4. 棄権（ローズヴェルト） — 322票

### 副大統領候補
1. ジェームズ・S・シャーマン — ??? 票